# The Bad Man (film, 1941)
Pour les articles homonymes, voir The Bad Man.
Pour plus de détails, voir Fiche technique et Distribution.
The Bad Man est un western américain réalisé par Richard Thorpe et sorti en 1941.
C'est un remake du film The Bad Man de Clarence G. Badger sorti en 1930.

## Synopsis
Gil Jones est content de retrouver Lucia, son amour de jeunesse, lorsque celle-ci arrive inopinément à son ranch au Mexique, mais il apprend qu'elle est mariée désormais à Morgan Pell, un homme d'affaires de New York. Ce même après-midi, le célèbre bandit Pancho Lopez vole le bétail du ranch et blesse Gil. Henry, l'oncle de Gil, est en colère car ce vol les ruine. Le soir venu, Morgan dit à Lucia qu'il craint qu'elle aime toujours Gil, mais elle promet de rester toujours avec lui.
Un mois plus tard, alors que le banquier Hardy veut reprendre le ranch, Morgan revient de la ville et offre 20 000 $ pour ce ranch a priori sans valeur. L'oncle Henry arrive à faire admettre aux deux hommes qu'il pourrait y avoir du pétrole sous ses terres. Cela se complique encore quand Lopez arrive et prend tout le monde en otage... sauf Gil qui était dans la grange à ce moment-là.

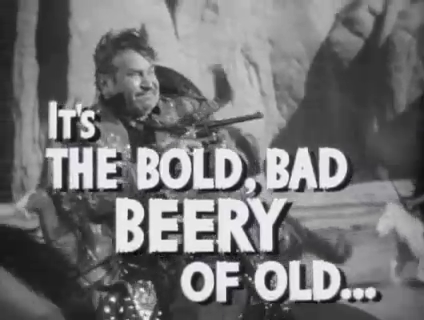
Wallace Beery

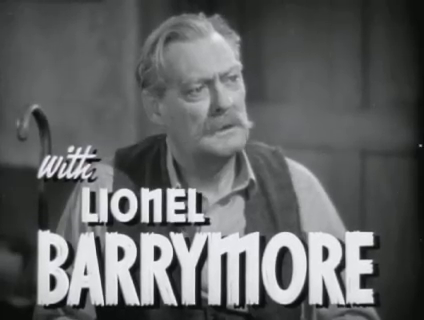
Lionel Barrymore

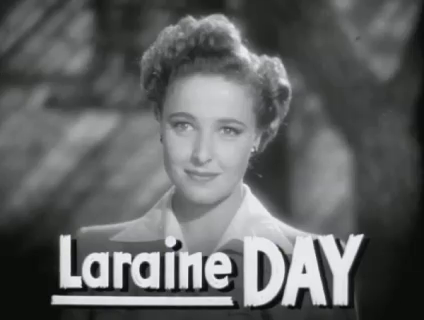
Laraine Day

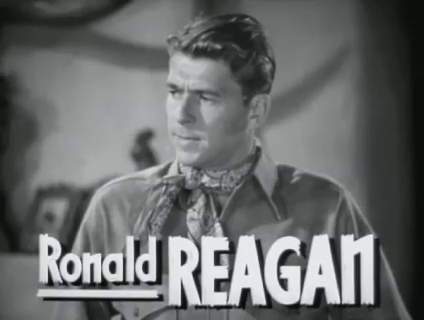
Ronald Reagan

## Fiche technique
- Titre original : The Bad Man
- Titre anglais : Two-Gun Cupid
- Réalisation : Richard Thorpe
- Scénario : Wells Root, d'après la pièce The Bad Man de Porter Emerson Browne[1]
- Direction artistique : Cedric Gibbons
- Décors : Edwin B. Willis
- Costumes : Dolly Tree, Gile Steele
- Photographie : Clyde De Vinna
- Son :	Douglas Shearer
- Montage : Conrad A. Nervig
- Musique : Franz Waxman
- Production : J. Walter Ruben
- Société de production : Metro-Goldwyn-Mayer
- Société de distribution : Loew's Inc.
- Pays de production :  États-Unis
- Langue originale : anglais
- Format : noir et blanc — 35 mm — 1,37:1 — son Mono (Western Electric Sound System)
- Genre : Western
- Durée : 70 minutes[2]
- Dates de sortie : 
  - États-Unis : 28 mars 1941

## Distribution
- Wallace Beery : Pancho Lopez
- Lionel Barrymore : L'oncle Henry
- Laraine Day : Lucia Pell
- Ronald Reagan : Gilbert "Gil" Jones
- Henry Travers : Jasper Hardy
- Chris-Pin Martin : Pedro
- Tom Conway : Morgan Pell
- Chill Wills : "Red" Giddings
- Nydia Westman : Angela Hardy
- Charles Stevens : Venustiano